# Климов, Герман Германович
Ге́рман Ге́рманович Кли́мов (9 мая 1941, Сталинград — 23 января 2023, Москва) —  советский легкоатлет, специалист по многоборьям и прыжкам в длину, сценарист, писатель. С 1959 по 1970 год выступал за сборную СССР по лёгкой атлетике, призёр первенств национального значения, участник двух чемпионатов Европы. Мастер спорта СССР международного класса. После завершения спортивной карьеры проявил себя в кинематографе, автор сценариев к нескольким фильмам. Младший брат режиссёра Элема Климова.

## Биография
Герман Климов родился 9 мая 1941 года в Сталинграде в семье инженера-конструктора (впоследствии — сотрудника Комитета партийного контроля) Германа Степановича Климова и преподавателя физкультуры Калерии Георгиевны Климовой.
Как спортсмен представлял Москву и добровольное спортивное общество «Динамо». Тренировался под руководством заслуженного мастера спорта СССР Исаева Али Холадаевича.
Впервые заявил о себе на взрослом всесоюзном уровне в сезоне 1962 года, выиграв бронзовую медаль в десятиборье на чемпионате СССР в Москве. Попав в состав советской сборной, выступил на чемпионате Европы в Белграде — провалил здесь все попытки в прыжках с шестом и набрал в сумме 6201 (6323) очков, расположившись в итоговом протоколе соревнований на 12-й строке.
В 1964 году окончил Московский институт физической культуры. В том же году, в составе команды «Динамо» стал серебряным призёром в эстафета 4 × 100 метров на чемпионате СССР в Киеве.
На чемпионате СССР 1965 года в Алма-Ате взял бронзу в прыжках в длину.
В 1966 году в прыжках в длину завоевал серебряную медаль на чемпионате СССР в Днепропетровске, уступив здесь только титулованному Игорю Тер-Ованесяну. В той же дисциплине представлял страну на чемпионате Европы в Будапеште, где с результатом в 7,30 метра занял 12-е место.
В 1967 году на чемпионате страны в рамках IV летней Спартакиады народов СССР в Москве вновь получил бронзовую награду в прыжках в длину.
На чемпионате СССР 1970 года в Минске добавил в послужной список серебряную медаль, полученную в прыжках в длину — на сей раз уступил Владимиру Скибенко.
Владимир Высоцкий посвятил Герману Климову одну из своих песен.

— Правда, что это о вас Высоцкий написал песенку про прыгуна в длину?
— Я, скажем так, был прообразом его героя. Но есть и прямое посвящение. В книге «Четыре четверти пути», в которой представлены все стихи Володи с его посвящениями и историями их создания, песенку про прыгуна предваряет строчка: «Герману Климову».
— 
В 1969 году окончил Высшие курсы сценаристов и режиссёров при Госкино СССР, написал сценарии к таким фильмам как «Спорт, спорт, спорт», «Тактика бега на длинную дистанцию», «Мужские игры на свежем воздухе», «Прощание», «Дуэль. Финал», «Полёт чемпиона», документального фильма о Сталинградской битве «Ни шагу назад» и др. Много работал вместе с братом Элемом, помогал ему и Алесю Адамовичу при написании сценария фильма «Иди и смотри». В соавторстве братья Климовы написали сценарии «Вымыслы», «Преображение», «Мастер и Маргарита», работали над сценариями драматической комедии из спортивной жизни «4 × 100», телевизионного фильма «Олимпия на бульваре Капуцинов» о спорте и кино. В период 1986—1991 годов возглавлял Федерацию спортивного кино СССР, в 1988—1991 годах занимал должность президента Международной федерации спортивного кино и телевидения. В 2011 году в Волгограде представил сборник своих стихов «Время дует в лицо».
Скончался в Москве 23 января 2023 года на 82-м году жизни. Прощание состоялось 26 января в фойе Большого зала Центрального дома кинематографистов. Похоронен на Троекуровском кладбище.

## Фильмография
Источники: 

| Год  |   | Название                            | Примечание                          |
| ---- | - | ----------------------------------- | ----------------------------------- |
| 1970 | ф | «Спорт, спорт, спорт»               | сценарист, камео                    |
| 1978 | ф | «Тактика бега на длинную дистанцию» | сценарист                           |
| 1978 | ф | «Мужские игры на свежем воздухе»    | сценарист                           |
| 1980 | ф | «Лариса»                            | сценарист                           |
| 1981 | ф | «Прощание»                          | сценарист                           |
| 1985 | ф | «Иди и смотри»                      | актёр (роль — партизан с пулемётом) |
| 2003 | ф | «Ни шагу назад»                     | сценарист                           |
| 2012 | ф | «Больше чем любовь»                 | камео                               |
| 2017 | ф | «Дуэль финал»                       | сценарист                           |
| 2018 | ф | «Полёт чемпиона»                    | сценарист                           |